# 小偷公司
《小偷公司》是牛群及冯巩在1990年综艺大观节目中表演的一段相声，编剧为梁左。该相声假借一家虚构的“小偷金融股份有限公司”中虚设机构众多、人浮于事的现象，讽刺当时社会上的官僚主义作风。